# Puerto Baquerizo Moreno
Puerto Baquerizo Moreno az Ecuadorhoz tartozó Galápagos tartomány székhelye. A város a szigetcsoport legkeletebbre fekvő szigetén, a San Cristóbal sziget délnyugati partján fekszik.
Annak ellenére, hogy székhely, mégis csak a második legnépesebb település a szigeteken az 5 600 fős lakosságával, akiknek a többsége halász. A fő iparág a halászat, a turizmus és az állattartás. A városban működik egy fordítóközpont, azonban a turizmushoz szükséges infrastruktúra nem olyan fejlett, mint Puerto Ayora-ban.
A város a nevét Alfredo Baquerizo Moreno (1859-1951) elnökről kapta, aki az első elnök volt, aki tisztsége alatt a szigetekre látogatott.

## Éghajlat
Ahogy a Galápagos-szigetek partvidékének többsége, Puerto Baquerizo Moreno éghajlata hideg, félszáraz (Köppen), főleg az óceán közelsége miatt. Annak ellenére, hogy csupán egy szélességi fokra van az egyenlítőtől, a város közel sem olyan meleg, mint amit elsőre gondolnánk. Bámulatosan egyenletes a hőmérséklet egész évben. A januári középhőmérséklet alig pár fokkal tér el a júliusitól. Mégis megkülönböztethető két évszak: a hűvösebb, száraz és az enyhe és meleg között mozgó ködös, esős évszak. A hidegebb idő elsősorban a Chile és Peru felől jövő, hideg Humboldt áramlatnak köszönhető.
| Hónap | Jan. | Feb. | Már. | Ápr. | Máj. | Jún. | Júl. | Aug. | Szep. | Okt. | Nov. | Dec. | Év   |
| --- | ---- | ---- | ---- | ---- | ---- | ---- | ---- | ---- | ----- | ---- | ---- | ---- | ---- |
| Átlaghőmérséklet (°C)                                                                                         | 25,0 | 26,0 | 28,0 | 28,0 | 25,0 | 23,0 | 22,0 | 21,0 | 21,0  | 22,0 | 23,0 | 24,0 | 24,0 |
| Átl. csapadékmennyiség (mm)                                                                                   | 68   | 91   | 94   | 72   | 34   | 23   | 14   | 6    | 6     | 6    | 7    | 30   | 451  |
| Forrás: Climate Statistics for Puerto Baquerizo Moreno, San Cristobal, Galapagos Islands, Ecuador (1961-1990) |      |      |      |      |      |      |      |      |       |      |      |      |      |

## Testvérvárosok
- Chapel Hill, Észak-Karolina (USA)[2]